# Fall: El precio del silencio
Fall: El precio del silencio (título original: Fall) es una película canadiense de acción de 2001, dirigida por Daniel Baldwin, escrita por Kenneth August, musicalizada por Terence Gowan, en la fotografía estuvo Nicholas Josef von Sternberg y los protagonistas son Michael Madsen, Karl Pruner y Daniel Baldwin, entre otros. El filme fue producido por Now Entertainment Group y Trimuse Entertainment Inc.; se estrenó el 30 de enero de 2001.

## Sinopsis
Trata acerca de un delincuente profesional que asume la culpabilidad y testifica en contra de su jefe, luego ingresa al programa de protección de testigos.